# Heidi Cullen
Heidi Cullen es una climatóloga estadounidense, científica jefa de la organización ambiental sin ánimo de lucro, Climate Central, localizada en Princeton, Nueva Jersey. Además, es profesora invitada en la Universidad de Princeton. Es autora del libro, El Tiempo del Futuro. Es experta y comentarista sobre asuntos relaciononados a Cambio climático y el entorno, y es una personalidad en The Weather Channel, y es miembro de investigaciones sénior en la Universidad de Pensilvania (Penn).

## Vida y carrera
Nacida en Staten Island, Nueva York, Cullen recibió un B.S. en ingeniería por la Universidad de Columbia, seguido por un doctorado en climatología y dinámica océano-atmósfera por el Lamont-Doherty Observatorio de Tierra, también en Columbia.
Tras sus experiencias educativas, Cullen trabajó en el Centro Nacional de Investigación Atmosférica (NCAR), localizado en Boulder, Colorado. Mientras allí, obtuvo una beca de la Administración Nacional Oceánica y Atmosférical (NOAA) para regresar a la Universidad de Columbia, donde trabajó en el instituto de Estudios Internacionales de Clima y Sociedad. La beca le permitió contribuir a un proyecto que analizaba el efecto del clima sobre los recursos hídricos en Brasil y Paraguay.
Después de su beca, Cullen fue contratada por El Canal del Tiempo, siendo experta en temas de cambio climático.  En octubre de 2006, comenzó su programa de 30 minutos, El Código del Clima. En abril de 2007, ese programa en horario central, El Código del Clima cambiaría de formato y de hora, y sería retitulado como, Tierra de Previsión; Cullen era parte del proceso de creación de ambos programas. En noviembre de 2008, NBC, la compañía global del Canal del Tiempo, canceló el programa.
Después de dejar El Canal del Tiempo, Cullen fue jefa climatóloga para la ONG, Climate Central, donde emite informes sobre temas de clima.  Además de sus responsabilidades allí, da conferencias en la Universidad de Princeton , y es miembro sénior de investigaciones en el Centro de Procesos de Decisión y Gestión de Riesgos de Wharton de Penn.
En 2010, fue autora del libro, El Tiempo del Futuro, el cual da una perspectiva de qué ubicaciones diferentes podría mirarse para el año 2050, sobre la base de las teorías de modelado de clima actuales.  También fue asesora científica para la serie Showtime, Los Años de Vivir Peligrosamente. También es miembro del Consejo consultivo de Ciencia para NOAA, y es consejera en el Consejo de la Sociedad Meteorológica americana.

## Premios y acreditaciones
- National Wildlife Federation - 2008 National Conservationist Award for Science[12]
- Associate Editor - Weather, Climate, Society[13]

### Membresías
- American Geophysical Union[1]

- American Meteorological Society[1]

- Society of Environmental Journalists[14]

## Obra

### Algunas publicaciones
- Barlow, Mathew; Wheeler, Matthew; Lyons, Bradfield; Cullen, Heidi (diciembre de 2005). «Modulation of Daily Precipitation over Southwest Asia by the Madden-Julian Oscillation». Monthly Weather Review 133 (12): 3579-94. doi:10.1175/MWR3026.1.

- Glantz, Michael H.; Cullen, Heidi (2003). «Zimbabwe's Food Crisis». Environment: Science and Policy for Sustainable Development 45 (1): 9-11. doi:10.1080/00139150309604518.

- Barlow, Mathew; Cullen; Lyons, Bradfield (abril de 2002). «Drought in Central and Southwest Asia: La Nina, the warm pool, and Indian Ocean precipitation». Journal of Climate 15 (7): 697-700. doi:10.1175/1520-0442(2002)015<0697:DICASA>2.0.CO;2.

- Visbeck, M.; Hurrell; Polvani, L.; Cullen, Heidi (6 de noviembre de 2001). «The North Atlantic Oscillation: Past, present, and future». Proceedings of the National Academy of Sciences of the United States of America 98 (23): 12876-7. doi:10.1073/pnas.231391598.

- Cullen, Heidi; deMenocal, Peter B. (30 de junio de 2000). «North Atlantic Influence on Tigris-Euphrates Streamflow». International Journal of Climatology 20 (8): 853-863. doi:10.1002/1097-0088(20000630)20:8<853::AID-JOC497>3.0.CO;2-M.

- Cullen, Heidi; deMenocal, Peter B.; Hemming, S.; Hemming, G. (abril de 2000). «The Possible Role of Climate in the collapse of the Akkadian Empire: evidence from the deep sea». Geology 28 (4): 379-382. doi:10.1130/0091-7613(2000)28<379:CCATCO>2.0.CO;2.

- Cullen, Heidi; D’Arrigo, Roseanne; Cook, Edward; Cook, Edward (febrero de 2001). «Multiproxy reconstructions of the North Atlantic Oscillation». Paleoceanography 16 (1): 27-39. doi:10.1029/1999PA000434.

- Visbeck, Martin; Cullen, Heidi; Krahmann, Gerd; Naik, Naomi (15 de diciembre de 1998). «An ocean model’s response to North Atlantic Oscillation-like wind forcing». Geophysical Research Letters 25 (24): 4521-5. doi:10.1029/1998GL900162.

- Bond, Gerard; Showers, William; Maziet, Cheseby; Lotti, Rusty; Almasi, Peter; deMenocal, Peter; Priore, Paul; Cullen, Heidi; Hajdas, Irka; Georges, Bonani (14 de noviembre de 1997). «A pervasive millennial-scale cycle in North Atlantic Holocene and glacial climates». Science 278 (5341): 1257-66. doi:10.1126/science.278.5341.1257.

- What Weather Is the Fault of Climate Change? 11 de marzo de 2016 New York Times